# 김민우 (1980년)
김민우(1980년 3월 30일 ~ )은 전 KBO 리그 야구 선수의 외야수이다.

## 출신학교
- 경남고등학교

## 등번호
- 42번